# Dějiny římskokatolické církve v Česku

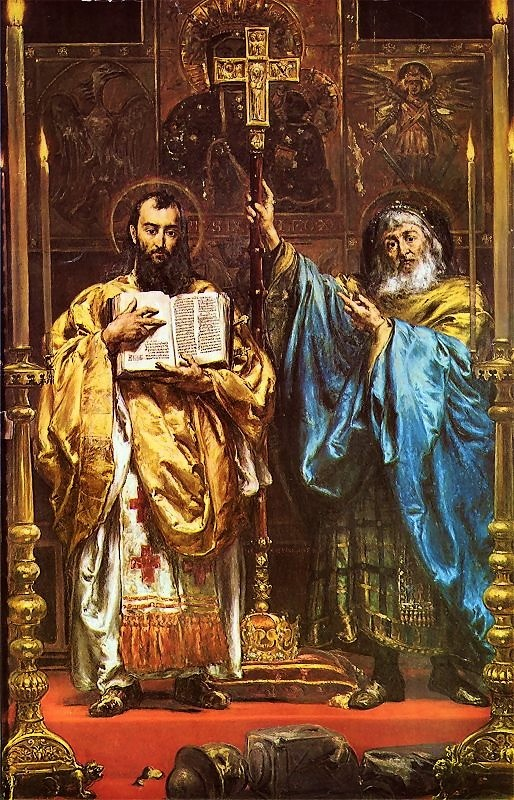
Sv. Cyril a Metoděj v podání malíře Jana Matejka (obraz „Slowjanom", 1885, olej, plátno, 180x95cm, Velehrad - bazilika Nanebevzetí Panny Marie a sv. Cyrila a Metoděje)

Dějiny římskokatolické církve v českých zemích jsou úzce spjaty s dějinami českého státu jak po stránce duchovní, tak po stránce kultury, politiky, vzdělanosti, vědy i sociální oblasti.

## Počátky křesťanství v českých zemích

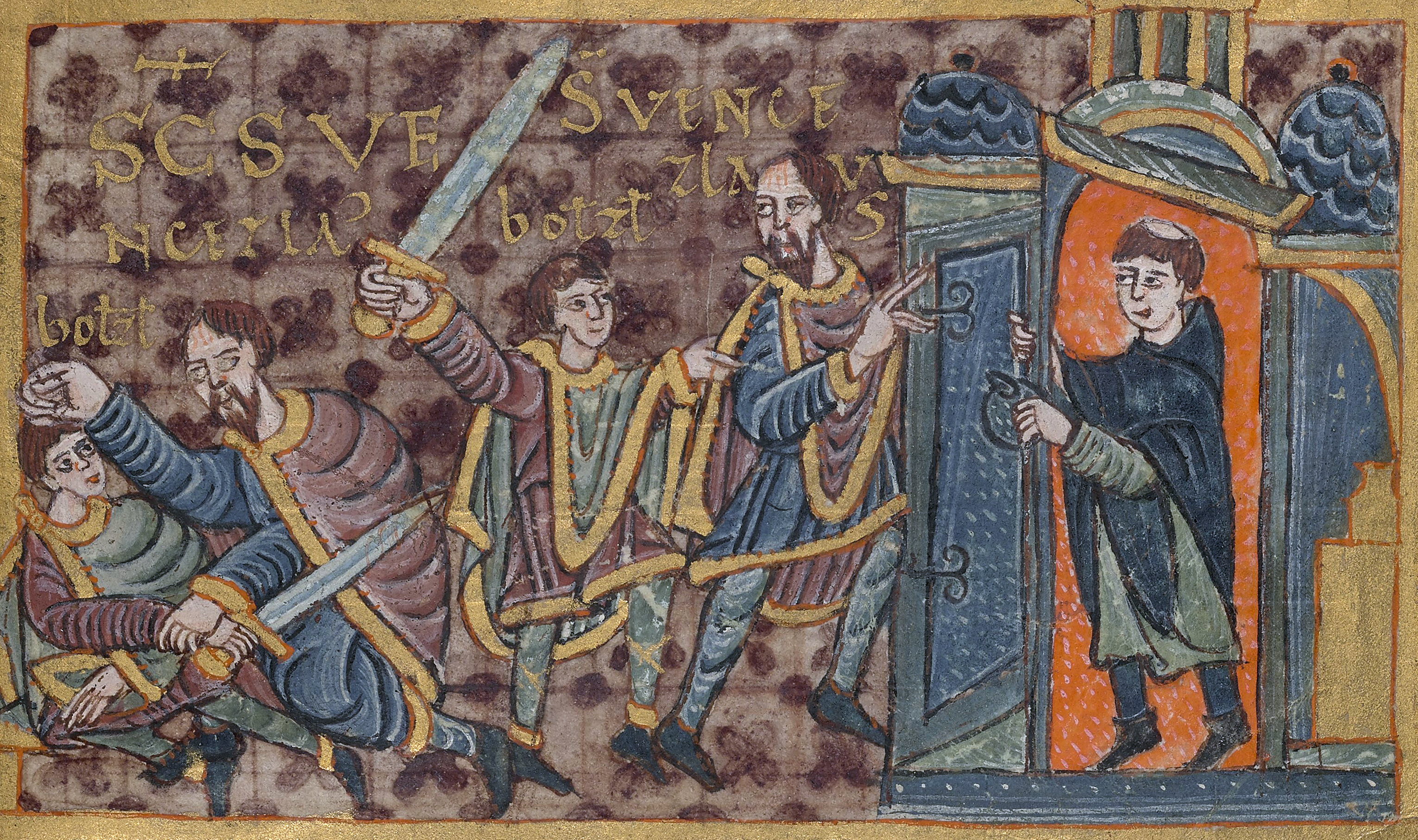
Zavraždění svatého Václava

Do slovanského prostoru začalo pronikání křesťanství pravděpodobně na konci 8. století, ovšem první zaručené zmínky pocházejí ze století devátého. Na území českých zemí působila mimo jiné i iroskotská misie, která však nezanechala větších stop. Vliv na území Čech i Moravy měli zejména misionáři z Bavorska. Roku 845 bylo, patrně v Řezně, pokřtěno 14 českých kmenových knížat i se svými družinami.

### Slovanská liturgie na Velké Moravě – misie Konstantina a Metoděje
Na přelomu 8. a 9. století proniká na Velkou Moravu křesťanství, především z Východofranské říše prostřednictvím bavorské mise z Pasova. Kromě bavorského kléru na Moravě působili i kněží z Itálie a z pobřežních dalmátských měst. Kolem roku 831 došlo k tzv. „křtu všech Moravanů“, při němž přijímá velkomoravský knížete Mojmír I., a někteří lidé v jeho okolí, křest z rukou pasovského biskupa Reginhara, čímž i politicky upevnil svou pozici křesťanského panovníka vůči Východofrancké říši. Přesto byla (podle legendy Život Metodějův) ještě v roce 873, kdy se Metoděj ujal správy moravské církve, moravská společnost stále z části pohanská a v samotném centru Velké Moravy, na předpolí knížecího hradu v Mikulčicích, stála současně s křesťanskými chrámy v poloviny 9. století pohanská svatyně, což naznačuje (např. dle názoru Dušana Třeštíka) možnost dočasného kompromisu mezi starým a novým kultem.
Kníže Rastislav, vládnoucí v letech 847 až 870, se chtěl z vlivu Východofranské říše vymanit nejen politicky, ale i církevně – chtěl se zbavit vlivu bavorských kněží. Předpokladem nezávislosti Velkomoravské říše mělo být i vlastní písmo, srozumitelné prostému lidu. Proto požádal o vyslání křesťanských misionářů přímo římského papeže Mikuláše I., a když u něj nepochodil, obrátil se na byzantského císaře Michala III. Ten na Moravu poslal misii soluňských vzdělanců, bratří Konstantina a Metoděje, kteří na ní dorazili v letech 863 nebo 864. Jejich působení znamenalo mnoho změn: vytvořili a zavedli staroslovanské písmo – hlaholici – a do něj přeložili část Nového zákona, ve staroslovanštině byly slouženy i mše. Konstantin a Metoděj zpracovali i Civilní zákoník (Zakon sudnyj ljudem), který se v prvním bodě vypořádává s lidmi, co nepřijali křesťanství, tím, že stanovuje přísné tresty pro ty, kteří konají pohanské oběti nebo přísahy. Trestem bylo to, že: „Každá vesnice, v níž se konají oběti nebo přísahy pohanské, ať je předána Božímu chrámu se vším majetkem, který patří pánům v této vesnici. Ti, kteří konají oběti a přísahy, ať jsou prodáni s veškerým svým majetkem a získaný výnos ať se rozdá chudým.“

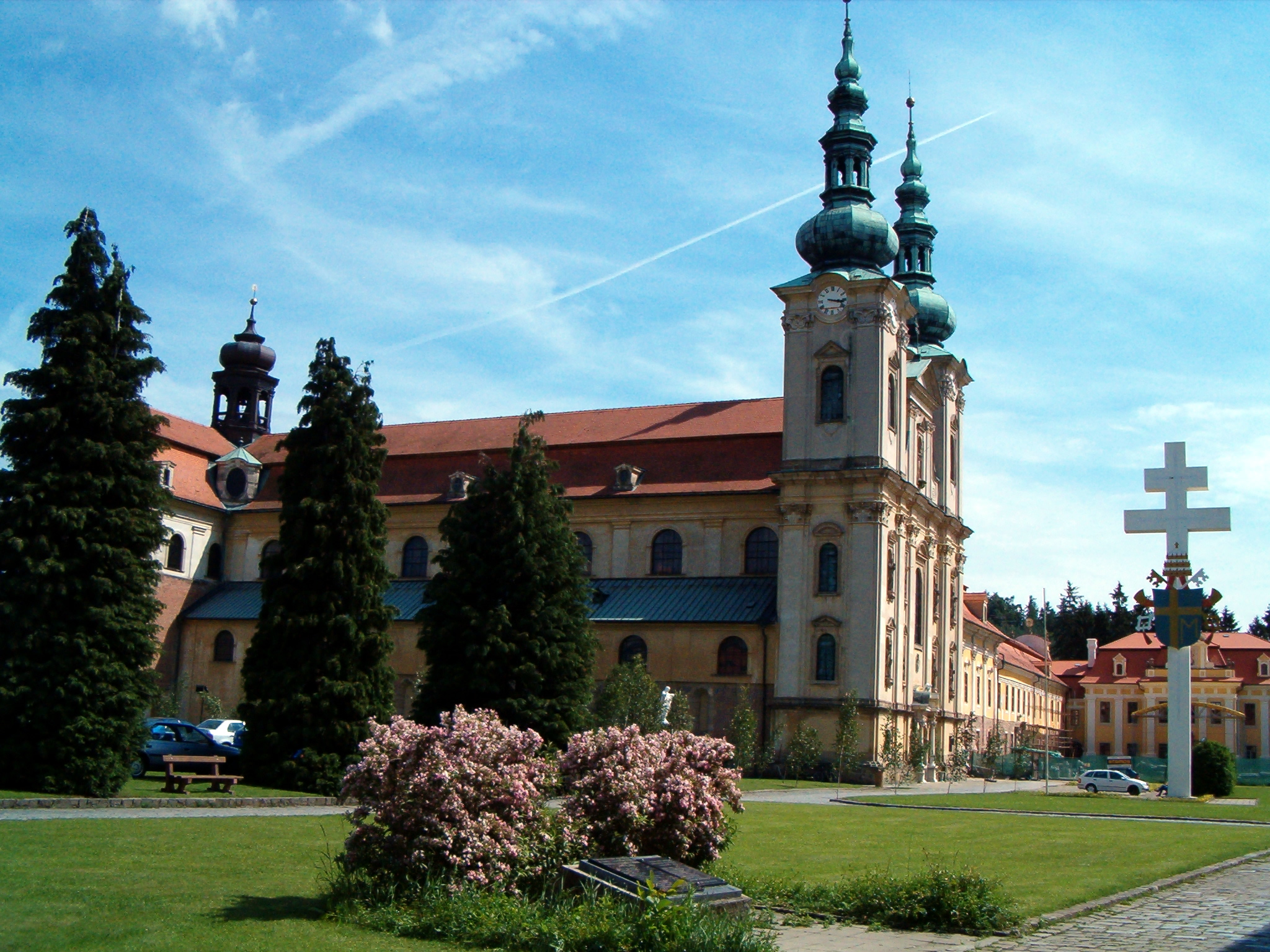
Bazilika ve Velehradě

Misie Cyrila a Metoděje podráždila bavorský klérus, který na Moravě nechtěl ztratit svůj vliv a také mu vadily slovanské překlady Bible a slovanská liturgie. Nový papež Hadrián II. ale roku 867 Konstantinovy překlady a slovanskou liturgii schválil bulou Gloria in excelsis Deo, dal vysvětit Konstantinovy žáky a po jeho smrti roku 869 jmenoval Metoděje arcibiskupem pro oblast Panonie a Moravy. Přesto při franském nájezdu na Moravu bavorští kněží arcibiskupa Metoděje zajali a v letech 870–873 jej věznili ve švábském klášteře Ellwangen. Nový Velkomoravský kníže Svatopluk I. usilující o sblížení s Východofranckou říší byl spíše nakloněn latinské liturgii, a tak na Moravu opět povolal i bavorské kněze a po Metodějově smrti r. 885 jeho žáky vyhnal. Metodějovým nástupcem se pak stal největší odpůrce jeho působení, nitranský biskup latinského obřadu Wiching.

### Počátky křesťanství v Čechách
V druhé polovině 9. století probíhal pozvolný, ale nezadržitelný nástup křesťanské víry do Čech.
Kníže Bořivoj I. se svou manželkou přijal křest kolem roku 878 od arcibiskupa Metoděje. Podle Kristiánovy legendy musel Bořivoj, když se dostavil ke knížeti Svatoplukovi na Velkou Moravu, sedět po způsobu pohanů na podlaze před stolem, zatímco křesťané seděli na sedadlech. Dle legendy mu pak arcibiskup Metoděj řekl: „Jaká běda, ty, muž tak vynikající, a nestydíš se, žes vyhoštěn ze sedadel knížecích, ačkoli sám také vévodskou moc a hodnost máš, ale raději chceš pro hanebnou modloslužbu s pasáky sviní na zemi sedět.“ Bořivoj se dal tím pohnout k tomu, aby přijal křest.
Zpět do Čech sebou Bořivoj z Moravy přivedl i skupinu kněží a na Levém Hradci založil první křesťanský svatostánek v Čechách: rotundu sv. Klimenta. Došlo ale ke vzpouře pohanských Čechů, Bořivoj musel uprchnout na Moravu a až s pomocí Svatopluka povstání potlačil. Poté se usadil na hradišti Praha a před rokem 890 na něm nedaleko pohany ctěného vrcholku Žiži založil kostel Panny Marie.

### Příklon českých zemí k latinské liturgii
Roku 895 se kníže Spytihněv I. zbavil vlivu Velké Moravy a v Řezně slíbil věrnost Arnulfovi Korutanskému – tím se Čechy odvrátily od slovanské k latinské liturgii a staly se církevně podřízené řezenskému biskupství. Slovanská bohoslužba navazující na liturgii Konstantina a Metoděje však v Čechách přetrvávala a jejím centrem byl od roku 1032 Sázavský klášter, založený sv. Prokopem. I ten byl ale v roce 1096 latinizován, mnichové slovanské liturgie byli vyhnáni, slovanské rukopisy zničeny a klášter byl osazen benediktiny z Břevnovského kláštera.

### Šíření a upevnění křesťanství v Čechách
Správci Spytihněva I. v nově zakládaných hradištích zřizovali i křesťanské kostely a kníže s jeho úředníky dbali na to, aby do Čech nově povolaný klérus měl ke svým potřebám vše nachystáno. Klérus měl v té době mezinárodní povahu, a tak k nám mohli přicházet kněží více národností (franští, saští, bavorští, italští, bulharští a jiní). Do zavedení povinného celibátu se v Čechách i jinde v Evropě kněží legálně ženili a měli děti. Významnými osobnostmi církevních dějin tohoto období se stali svatá Ludmila a svatý Václav, který pokračoval v christianizaci země, zakládal kostely a je mu připisováno i kácení šibenic a pohanských model. Dobové prameny různými způsoby popisují Václavovo zavraždění Boleslavem I. a jeho družinou. Kníže Boleslav I. dlouhodobě usiloval o zřízení pražského biskupství, které by Čechám dosud podřízeným biskupství v Řezně zvýšilo církevní nezávislost. Samostatnost českého biskupství si ale nepřál řezenský biskup Michael (v úřadě 940–972), a tak pražské biskupství (podřízené Mohučskému arcibiskupství) vzniklo až v roce 973 po nástupu biskupa Wolfganga (v úřadě 972–994) za vlády Boleslava II. Prvním pražským biskupem byl zvolen Dětmar, druhým se stal roku 982 Vojtěch z rodu Slavníkovců, který byl zabit při svých misijích v Prusku, je proto Římskokatolickou církvi pokládán za mučedníka a později se stal jedním z českých patronů. Pozici křesťanství měly upevnit i předpisy zvané Břetislavova dekreta, vyhlášená roku 1039 Břetislavem I., která pod přísnými tresty zakázala některé zvyklosti z pohanských dob (např. mnohoženství, pohřbívání mimo křesťanské hřbitovy, nesvěcení nedělí a svátků).

### Přežívající prvky pohanství a dvojvěří
I po přijetí křesťanství rodem Přemyslovců přežívaly některé pohanské zvyklosti i na knížecím dvoře, jenž byl jinak hlavním ohniskem christianizace země, jak o tom svědčí například nálezy symbolických obětin (zvířecí kosti, vejce) v hrobě Boleslava II. (umírá roku 999). Také samotné nastolování knížat na kamenný stolec v podobě prostého balvanu v areálu pražského hradu na posvátné vyvýšenině zvané Žiži (Siži) byl rituál, jenž se od dob pohanství zachoval i do křesťanských časů – celý obřad známe jen nedokonale z pramenů 10. – 12. století a až do 12. století neměla církev na tomto obřadu prakticky žádnou účast, přestože se jednalo o nezbytná akt ustanovení knížete – kamenný stolec byl proto nejdůležitější insignií knížectví. Český nastolovací obřad není u Slovanů ojedinělý (např. podobný obřad se udržela až do pozdního středověku u korutanských Slovanů). Přežívajícím pohanským prvkem byla i běžná tradice mnohoženství, proti niž brojila z popudu církve i světská knížecí moc – z nařízení Břetislava I. (v tzv. Břetislavových statutech z roku 1039) se trestem pro muže, který by měl po pohanském zvyku více manželek, stalo jeho prodání do otroctví (prodej otroků patřil k jednou z ekonomických pilířů raného přemyslovského státu).

## Vývoj křesťanství od 11. století

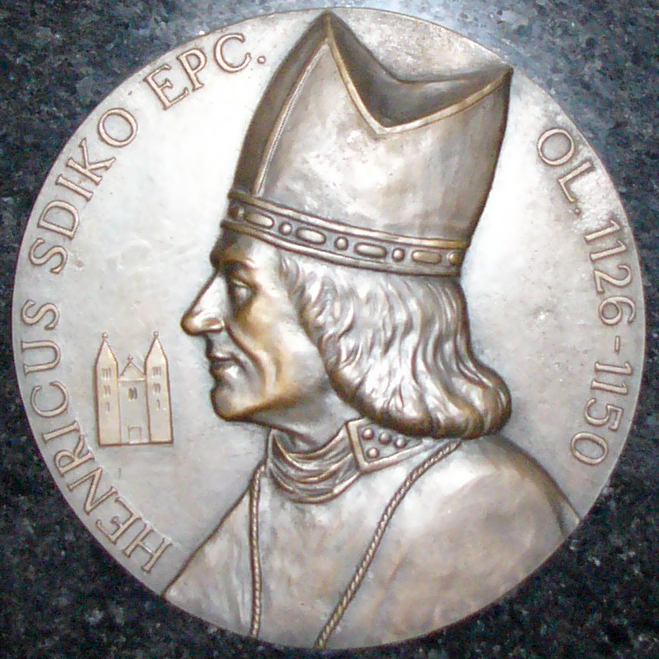
Jindřich Zdík

V roce 1063 bylo na Moravě zřízeno samostatné olomoucké biskupství. Jestliže moravská údělná knížata byla podřízena knížeti pražskému, pak moc olomouckého biskupa se vztahovala na moravské biskupství bezprostředně. K dalšímu upevňování křesťanství přispěl zákrok knížete Břetislava II. (vládl 1092–1100), jenž nechal z Českého knížectví vyhnat pohanské čaroděje, hadače a věštce, opět zdůraznil zákaz některých pohanských zvyků (pohřby v lesích, hry na rozcestích, aj.) a nechal pokácet posvátné háje a stromy, které dosud někteří lidé ctili. V 11. století existoval v českých zemích systém vlastnických kostelů. Na hradech byly stavěny kostely zděné (castellum – kostel), na nechráněných místech dřevěné, které byly nazývány církvice či cerekvice. Kostely byly majetkem toho, na čí půdě byly postaveny, biskup se souhlasem majitele ustanovoval kněze. Duchovní správa byla do jisté míry pánovým soukromým podnikem, který bral na příjmech podíl. Příjem duchovního byl vymezen podle desátku a pozemku. K prohloubení křesťanství, vzdělanosti i kultury přispěly kláštery, mezi něž v tomto období patřily klášter sv. Jiří na Hradčanech, klášter na Ostrově, Břevnovský klášter, Sázavský klášter a klášter Hradisko u Olomouce. Na počátku 12. století se začala zvyšovat úroveň kléru a úroveň vzdělanosti. Lid přestal křesťanskou víru vnímat jako záležitost cizí a panskou a postupně přijímal Desatero. Lidé se již běžně nechávali pokřtít, svatební obřady se konaly v kostele. Do českých zemí se dostaly řády Benediktínů, Premonstrátů a Cisterciáků. Na Moravě působil od roku jako olomoucký biskup Jindřich Zdík, který se stal významnou osobností českých církevních dějin. Mezi nejvýznamnější kulturní představitele počátku 12. století patří pražský děkan Kosmas, který napsal nejstarší českou kroniku. V průběhu 12. století však vzniklo mnoho dalších literárních děl, ke kulturnosti národa přispěl i rozvoj školství a umění.

## Rozmach církve ve 13. a 14. století

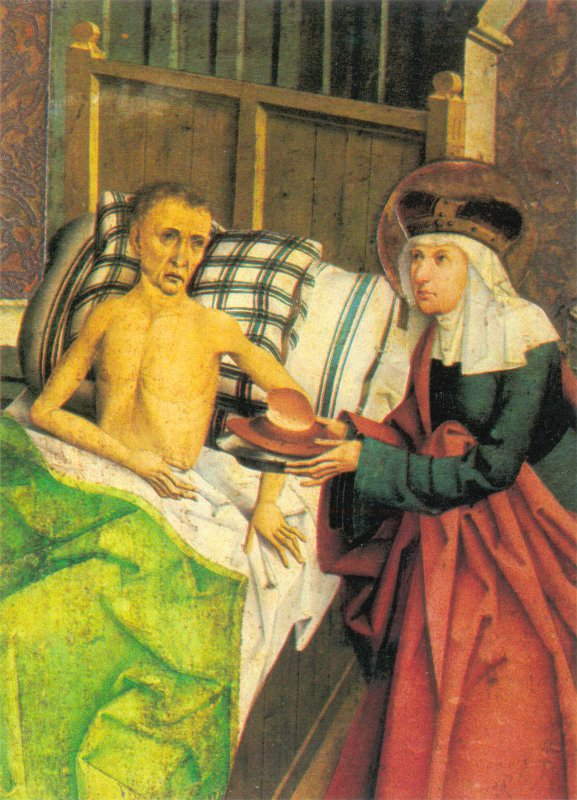
Anežka Česká ošetřuje nemocného

Počátkem 13. století došlo mezi církví a panovníkem k vyjasňování pozic a vzájemných vztahů. V tomto se angažoval biskup Ondřej, který jednal s králem Přemyslem Otakarem I. Ondřej poukazoval na to, že z církevní daně dostává biskupství pouze jednu čtvrtinu, tři čtvrtiny jdou do rukou soukromých majitelů kostelů, kteří platí kněze. Jeho zájmem bylo získání celého desátku s tím, že vybrané peníze budou sloužit předepsaným účelům. Postupně došlo k jednáním o dalších církevních záležitostech, jejichž výsledkem byl kompromis, a církev se tak stala méně závislou na panovníkovi. Při obsazování biskupského stolce měl sice hlavní slovo král, ovšem volbu formálně prováděly katedrální kapituly. Ve 13. a na počátku 14. století přešla velká část kostelů z rukou světských do rukou duchovních. Hlavním zdrojem příjmů biskupa a kapituly se stal pozemkový majetek. V otázce desátků však církev neuspěla, a tak většinu příjmů z nich plynoucí získali v případě soukromých kostelů jejich vlastníci – tedy světská šlechta. Vzhledem k majetku, který církev získala od panovníků i od jiných dárců, mohla uspokojovat nejen záležitosti duchovní, ale ve stále větší míře se angažovala na poli kulturním, vzdělávacím a sociálním. Mezi nejznámější osobnosti péče o chudé, přestárlé a nemocné se stala Anežka Česká, která roku 1232 založila v Praze špitál sv. Františka, či Zdislava z Lemberka, která též založila špitál a starala se o potřebné. Školství, které bylo v rukou církve, bylo triviální, vyučovalo se psaní, čtení a počítání. Vyšší vzdělání dávalo quadrilium, kde se navíc vyučovala aritmetika, geometrie, muzika a astronomie. Velkou postavou nejen církevních dějin na Moravě se stal biskup Bruno ze Schauenburku, který se zasloužil o osídlení hornatých částí Moravy kolonisty z Rakouska a z německých zemí. Doba 13. a 14. století se vyznačovala vzestupem církevní moci, ale i vzestupem úrovně církve. Až do 13. století byla svátost oltářní podávána pod obojí způsobou, ale z praktických důvodů ponenáhlu z této praxe sešlo. Postupně se dařilo zavádět celibát, který již roku 1139 ustanovil papež Inocenc II., ovšem v některých případech ani v pozdější době ho ještě všichni kněží nedodržovali. Vzrůstala zbožnost lidu, konaly se poutě, prostý člověk se stále více zapojoval do církevního života. Správce farnosti se stal pro středověkého člověka nejen knězem ve smyslu duchovním, ale i nositelem univerzální křesťanské kultury. Farní kostely byly jak místem Božím, ale zejména na venkově i místem, kde se setkávali obyvatelé farnosti a řešili věci duchovní i světské. Jednotlivé akce liturgického roku znamenaly pro farní společnost i základ k pořádání kulturních a společenských akcí (hody, poutě, procesí, svátky atd.). V 13. století dochází kromě rozvoje stávajících řeholních řádů i k vzniku řádů žebravých, které měly přísný postoj k otázce chudoby. V českých zemích jsou to Minorité, Křížovníci s červenou hvězdou, Řád bratří kazatelů, Augustiniánští emerité a ženský řád Magdalenitky. Za doby vlády Karla IV. došlo v českých zemích k dovršení církevní organizace. Pražské biskupství bylo povýšeno na arcibiskupství, prvním pražským arcibiskupem se stal Arnošt z Pardubic, po něm následovali Jan Očko z Vlašimi a Jan z Jenštejna. Církev se stala nezávislou organizací, která dbala nejen o život duchovní, ale stala se nositelkou sociálních služeb, kultury, vzdělání a vědy. S jejím rozkvětem však postupně docházelo k neblahému vlivu sporů o papežský post a začínaly se projevovat i první známky vnitřní krize. V rukou církve byla v té době třetina půdy a toto bohatství lákalo do duchovního stavu stále více lidí, pro něž bylo prvořadým zájmem dobré živobytí. I přesto, že se čeští biskupové snažili tomuto čelit a usilovali o nápravu mravů, situace na přelomu 14. a 15. století se zhoršovala. Začali se objevovat první kritici a reformátoři z nichž nejznámějším v tomto období byl Jan Milíč z Kroměříže. Události se daly do pohybu a vše vyvrcholilo na počátku století následujícího za vlády Václava IV.

## Krize církve v 15. století

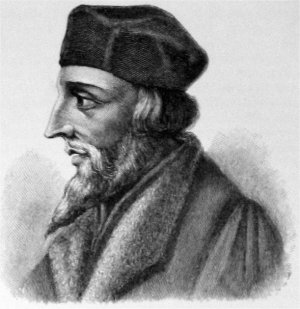
Fiktivní podoba Jana Husa.

Snahu o církevní reformy v českých zemích mělo na počátku 15. století stále více kněží. Do popředí se dostal kazatel Jan Hus, český římskokatolický kněz, učitel a později rektor pražské univerzity, který upozorňoval na nešvary v církvi, které kritizoval zejména při svých kázáních v pražském kostele Panny Marie před Týnem, kde byl farářem, později v kostele sv. Michala a v Betlémské kapli. Situaci v Praze vyhrotilo hlásání odpustků, jež začalo být zneužíváno ve prospěch jejich hlasatelů, kteří jimi lidi přímo vydírali. Odpustky byly vyhlášené papežem Janem XXIII. k vyhlášení Křížové výpravy. Hus se snažil nejen církev očistit od hříchu odpustků (kupování si Božího odpuštění, tzv. časných trestů za hříchy), ale i od trojpapežství. Došlo k rychlému sledu událostí, provázenému nepokoji, v roce 1411 byl Jan Hus z katolické církve exkomunikován a v roce 1415 předvolán před církevní koncil do Kostnice. Hus se rozpakoval tam jet, až po slibu panovníka Zikmunda Lucemburského, že se mu nic zlého nestane, do Kostnice odjel. Zikmund ovšem neměl pravomoc zasahovat do jednání koncilu a nemohl tedy Husovi zaručovat bezpečnost během koncilního jednání. Hus byl nakonec odsouzen. Dne 6. července roku 1415 byl jako usvědčený kacíř upálen. Hus svými reformními snahami předběhl svou dobu, inspirován učením anglického Johna Wycliffa se jako první ve střední Evropě snažil o očištění a obrodu církve. V roce 1999 prohlásil papež Jan Pavel II., že lituje kruté smrti Jana Husa a uznal ho jako reformátora církve, to ale neznamená, že Jan Hus byl římskokatolickou církví rehabilitován. Jan Hus je uznáván a uctíván jako svatý ve Starokatolické církvi a v Pravoslavné církvi, jakkoli za života neměl s pravoslavím nic společného.

### Odezva v Čechách
U Husových přívrženců v Čechách způsobila zpráva o upálení hněv a odpor vůči těm, kdo jej vydali na smrt, tj. ke koncilu. Převládlo mínění, že byl odsouzen především pro svou kazatelskou činnost, protože hájil pravdu a neodchýlil se od učení církve. Jeho odsouzení bylo chápáno i jako odsouzení Českého království a jeho pořádků. Doslov k Husově procesu tvořilo odsouzení Jeronýma Pražského, který se v dubnu 1415 dostavil do Kostnice, avšak Jan Hus jej měl k rychlému odchodu. Poté, co Jeroným kázal v Bavorsku proti koncilu, byl zatčen a dopraven do Kostnice, kde uznal odsouzení Viklefovo i Husovo. Nebyl však propuštěn, s podezřením, že soudce obelstil. Při novém vyšetřování se přiznal k Viklefovým i Husovým naukám
a prohlásil za svůj největší hřích, že se Jana Husa, „dobrého a svatého muže“, zřekl. 30. května 1416 byl odsouzen a upálen i mistr Jeroným Pražský.
Smrt dvou českých kazatelů způsobila eskalaci napětí uvnitř Českého království, která posléze vedla k husitské revoluci. Jan Hus bývá hodnocen jako předchůdce protestantské reformace.
Následkem těchto pro Čechy tak traumatických událostí ve 20. letech 15. století došlo k radikalizaci stoupenců Husova učení a ke vzniku husitských válek. Pro české země znamenaly tyto války pohromu, velmi citelně se dotkly i církve. Byla rozbita církevní organizace, bylo vypáleno a vyloupeno několik stovek klášterů a kostelů, v ohni zmizelo nenávratně mnoho cenných ručně psaných knih, byla zničena mnohá umělecká díla. Církev přišla nejen o stavby a kulturní a historické poklady, ale i o značnou část půdy, kterou získala ve válkách jak stávající, tak nová husitská šlechta. Na Moravě, kde byl v této době biskupem Jan XII. Železný, se církevní organizace udržela. Po husitských válkách došlo v českých zemích k úpadku vzdělání a kultury, na venkově byla utužena robota. V roce 1436 byla mezi basilejským koncilem a zástupci husitských Čech dojednána Basilejská kompaktáta, která mimo jiné umožňovala přijímání "pod obojí". Církev byla prakticky od husitských válek rozdělena na Katolíky a Utrakvisty a české země byly nazvány jako "Království dvojího lidu". Mezi oběma skupinami docházelo postupně k rozbrojům i jednáním, ovšem nikdy nedošlo k zcela jednoznačnému sblížení stanovisek. Vše vyvrcholilo za vlády Jiřího z Poděbrad, který byl nucen s oběma stranami vycházet. V roce 1466 byl český král Jiří z Poděbrad římským papežem Pavlem II. dán do klatby. V důsledku toho se proti Jiřímu postavil uherský král Matyáš Korvín, což byl začátek česko-uherských války. Po smrti Jiřího Poděbrad roku 1471 a ukončení těchto válek roku 1476 došlo k stabilizaci poměrů. Země však byla dále nábožensky rozdělena na katolíky (přijímání "pod jednou") a utrakvisty (přijímáni "pod obojí"), kteří se stále vzdalovali ve vztahu k římskému papeži. Mezi jednotlivými skupinami však nebyly při obřadech v zásadě žádné velké rozdíly, náboženský život se dále rozvíjel a fungování církve v oblasti duchovní, sociální, vzdělávací a kulturní se vracelo do starých kolejí. V závěru 15. století se do náboženského života začala zapisovat i původně sekta – Jednota bratrská, která též lákala do svých řad věřící z řad utrakvistů a která si získala postavení ve stoletích následujících, v dobách svého vzniku byla však potlačována jak katolíky, tak přesvědčenými utrakvisty.

## Katolická církev v pohnutých náboženských poměrech doby reformace

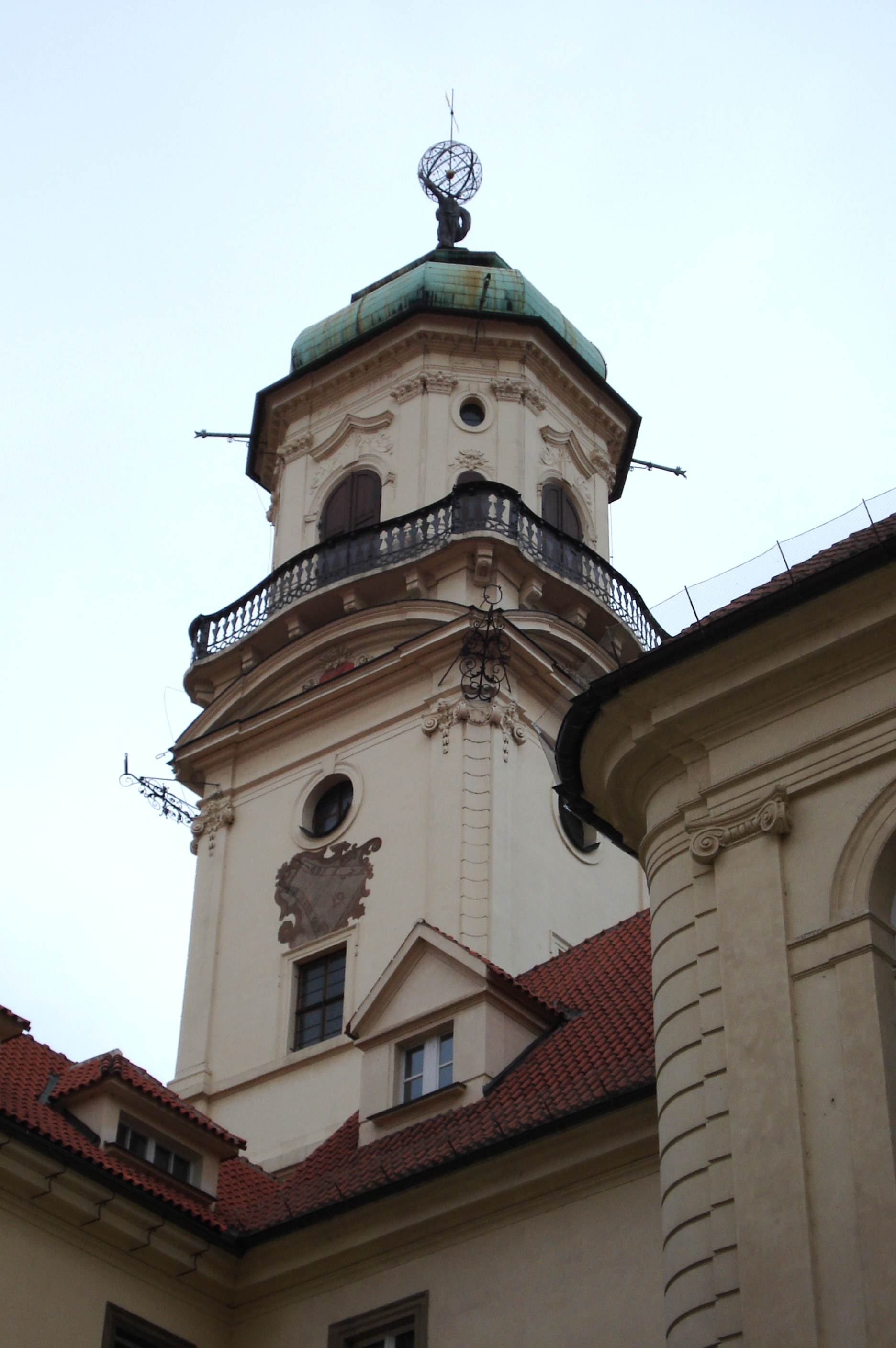
Astronomická věž Klementina

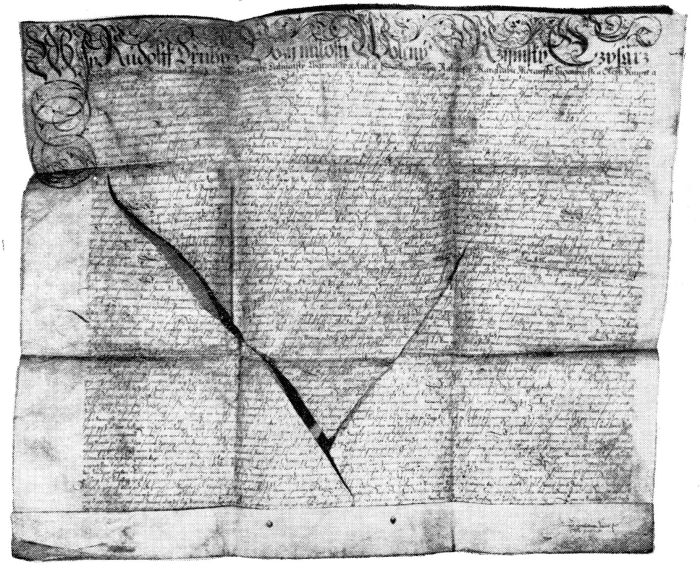
Majestát Rudolfa II. pro Čechy

Počátkem 16. století se začalo do Čech šířit z Německa luteránství, které si našlo úrodnou půdu zejména u českých utrakvistů a u Jednoty bratrské. V českých zemích došlo ke vzniku dalších náboženských sekt a skupin, jakými byly Malá stránka, Mikulášenci, Jednota habrovanská (lulečská), Novokřtěnci a další. Samotné luteránství se uplatňovalo zejména v českém pohraničí i všude tam, kde byl silný německý živel. Země byla nábožensky rozdělena, docházelo k rozbrojům. I když byly hlásány náboženské svobody, v praxi to znamenalo, že fary a kostely byly obsazovány kněžími té náboženské denominace, ke které se hlásil majitel panství (podle všeobecně uznávané, paradoxně původně protestantské, doktríny "Koho vláda, toho náboženství"). Lidé zejména v malých městečkách a na venkově tak museli vyznávat víru svého pána (obvykle v tom prostý lid žádný problém neviděl). Král Ferdinand I. Habsburský, který nastoupil na český trůn roku 1526, se sice pokoušel sblížit s českými utrakvisty, ale většina z nich se nakonec začala více orientovat na učení Martina Luthera. Tím paradoxně sami přispěli k tomu, že český utrakvismus byl postupně luteránstvím téměř pohlcen. Za Ferdinandovy vlády přišli do českých zemí roku 1556 Jezuité, kteří se snažili nejen o nápravu a sjednocení církve, ale i o obnovu vzdělání, což se projevilo v první fázi zlepšením úrovně Karlovy univerzity a výstavbou Klementina. V roce 1561 byl obsazen znovu úřad pražského arcibiskupa, která byl od roku 1421 prázdný. V roce 1567 požádala česká protestantská šlechta císaře Maxmiliána II., aby vypustil kompaktáta ze zemských desk. Císař to rok poté učinil, čímž vznikla paradoxně propast mezi protestantskými stavy a jejich husitskými předky, kteří byli prezentováni staroutrakvisty. Čeští stavové se Maxmiliána následně pokoušeli přinutit uznat jejich náboženské požadavky a roku 1575 jej výměnou za svou podporu požádaly o potvrzení tzv. České konfese, která by legalizovala nekatolickou víru v zemi. Maxmilián ale Konfesi nepodepsal, pouze jí ústně potvrdil, ale následně svůj slib odvolal, zakázal ji šířit tiskem a vydal dva mandáty proti nekatolickým náboženským novotám. Konfese se ale stala základem pro tzv. Rudolfův majestát, jenž byl ve své době nejsvobodomyslnější náboženský zákon v Evropě. Rudolf II. jej vydal roku 1609 na nátlak českých stavů odměnou za jejich podporu proti jeho bratru Matyášovi I. Majestát zaručoval úplnou rovnoprávnost více křesťanských vyznání v Českých zemích a svobodu vyznání všem, včetně poddaných, bez ohledu na vyznání jejich pána. Zároveň byl ale rozbuškou dalších událostí, protože Rudolf se s jeho obsahem neztotožňoval a dlouhodobě nepřijatelný byl i pro katolicky zaměřenou Habsburskou dynastii. Jeden ze tří dodatků Majestátu: tzv. Porovnání, na kterém se evangeličtí a někteří katoličtí šlechtici usnesli a které v některých článcích odporovalo Majestátu, umožňovalo různé výklady práva. Krátce po těchto událostech vznikl spor v Broumově a v Hrobech, kde si německojazyční protestanti vystavěli na statcích broumovského opatství a oseckého cisterciáckého kláštera (který byl toho času pod správou pražského arcibiskupství) dva protestantské kostely. V případě Hrobu k tomu navíc použili stavební materiál, který nominálně patřil oseckému klášteru. Jednali v duchu své interpretace již zmíněného Porovnání při Rudolfově majestátu. Předáci broumovských měšťanů byli zatčeni a v únoru 1618 v Praze uvězněni. Hrobskou modlitebnu nechal po neúspěšném vyjednávání s tamními měšťany pražský arcibiskup Jan Lohelius zbourat, broumovskou modlitebnu nakonec uzavřeli a zbořili místní nekatolíci. Tyto události nastartovaly další nepokoje, které vyvrcholily Stavovským povstáním proti králi Ferdinandovi II., bitvou na Bílé hoře a v konečném důsledku vypuknutím třicetileté války.

### Pronásledování katolíků za stavovského povstání

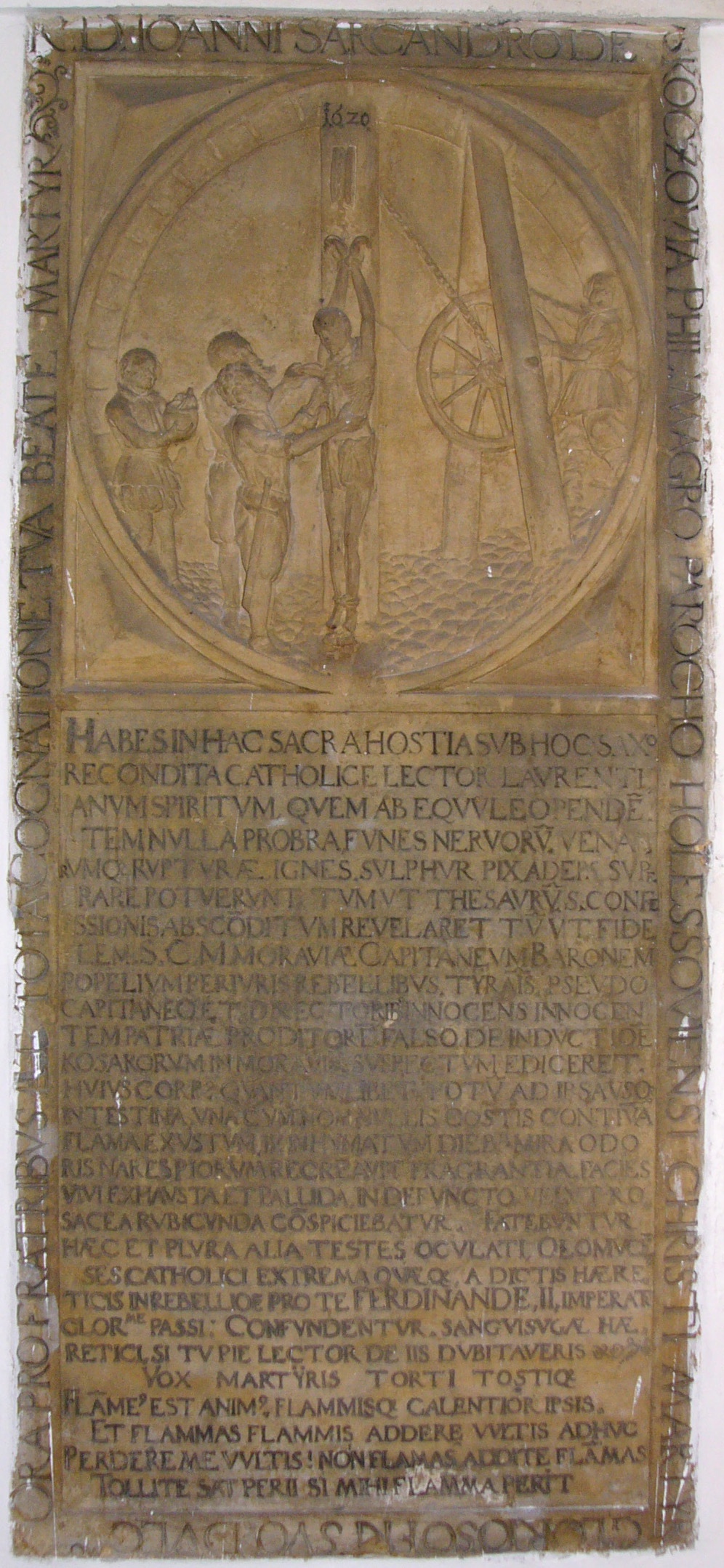
Epitaf Jana Sarkandra v Sarkandrově kapli v Olomouci

V době českého stavovského povstání byla (stále ještě menšinová) katolická církev vystavena ze strany nekatolíků perzekuci. Nejvýrazněji zůstal v paměti případ holešovského katolického faráře Jana Sarkandera, který byl bez důkazů obviněn z toho, že na Moravu pozval během své návštěvy Polska vojska plukovníka Lisowskieho. Obvinění nebylo Sarkanderovi prokázáno a jeho mučitelé se jej dokonce snažili donutit k vyzrazení zpovědního tajemství. Sarkander odolal, přestože byl mučen způsobem, který se nakonec zcela vymykal dobovým oficiálním soudním předpisům. Na následky tohoto nebývale brutálního mučení nakonec zemřel. Tento a jiné případy pronásledování katolíků za stavovského povstání zadal později příčinu k odvetě. Z blíže neznámého důvodu byl dále například mučen katolický farář z Litultovic na severní Moravě. Nicméně moravská šlechta byla ke stavovskému povstání poněkud zdrženlivější, a k jejímu (alespoň pasivnímu) souhlasu s povstáním bylo užito výhrůžek konfiskacemi majetku a vyhnáním ze země. Řada katolíků prošla vězněním a mučením. Byla omezena činnost katolických řeholních řádů. Šikaně byli vystaveni například minorité a dominikáni v Opavě. Primátor města Ústí (nad Labem) Schloesser byl v roce 1618 zavražděn protestanty poté, co se pokusil v Ústí umožnit usazení dominikánské komunity. Jezuité byli rovnou vypovězeni ze země "na věčné časy". Broumovský opat Wolfgang Selender po výhrůžkách smrtí utekl na Moravu, kde strávil zbytek života na panství rajhadských benediktinů v Domašově u Brna. Po jeho útěku bylo broumovské opatství vyrabováno. Došlo také k několika vraždám katolických kněží na Litomyšlsku. Stavovské direktorium rovněž zahájilo konfiskace majetku katolických klášterů. Tyto konfiskáty byly záhy rozprodány protestantské šlechtě.
Dalším excesem, vnímaným i mezi českými nekatolíky jako barbarství, bylo vyplenění pražské katedrály svatého Víta, ke kterému zadal příčinu dvorní kazatel Fridricha Falckého Abraham Scultetus, který takto chtěl katedrálu "očistit". Tato "očista" zahrnovala i vlamování do hrobek a relikviářů v katedrále a zneuctění v nich uložených lidských ostatků. S podobným ikonoklasmem se bylo možno setkat i na jiných místech. Například na někdejším panství Maltézských rytířů ve Strakonicích, kde nekatolíci na místním hradě zhanobili obraz klanění pastýřů narozenému Kristu. Další podobné případy se udály v Rokycanech a v Poděbradech.

## Rekatolizace českých zemí

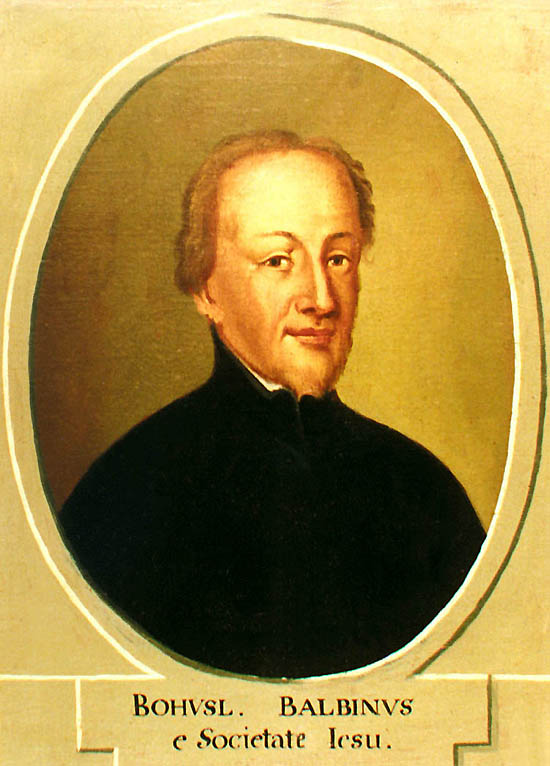
Bohuslav Balbín

Již 23. listopadu 1620 zrušil Ferdinand II. Štýrský platnost Majestátu. V zemi se začala provádět rekatolizace. Šlo o aplikování zásady Vestfálského míru, který převzal starší protestantskou tezi Cuius regio, eius religio. První protireformační dekrety směrovaly proti nekatolickému duchovenstvu. V březnu roku 1621 byli vypovězeni kalvínští a českobratrští duchovní. Naproti tomu byl učiněn pokus získat kněžstvo české konfese. Roku 1622 byla svěřena Karlova univerzita, kterou předtím víceméně ovládali nekatolíci, jezuitům. Došlo k rekatolizaci šlechty a vydávání různých patentů, které působily nekatolíkům v běžném životě nepříjemnosti. Na venkov začali proudit misionáři, kteří prostému lidu vysvětlovali články katolické víry a snažili se je k této víře dovést. Velkou roli v této činnosti hráli členové řeholních řádů. Nešlo pouze o jezuity, ale také o kapucíny a dominikány. Lze říci, že užívané metody rekatolizace nebyly jednotné a značně se lišily. Tyto metody byly v řadě případů i násilné, není ovšem pravdou, že by byly pouze násilné. Například jezuita Albert Chanovský, který působil v jihozápadních Čechách, násilí nikdy nepoužíval a odmítal i vojenskou ochranu své osoby během cest. Mezi venkovany na Horažďovicku se postupem času dokonce stal poměrně dosti oblíbeným. Další jezuita, Matěj Burnatius, se rovněž snažil vyhnout se násilí, nicméně neodmítal, když jej pro jeho bezpečnost doprovázel malý oddíl vojáků. Burnatius byl nakonec zavražděn protestantskými sedláky na faře v Libuni u Jičína v srpnu roku 1629.
Z českých zemí začali odcházet do zahraničí exulanti, ke kterým kromě českých nekatolíků patřili i Němci, žijící zejména v českosaském pohraničí. Země trpěla nedostatkem kněží, který byl postupně doplňován kněžským dorostem. V českých zemích se však i v tomto období ukázala síla katolické příslušnosti, která se mimo jiné projevila při obraně českých a moravských měst vůči protestantským švédským vojskům. Obyvatelstvo tato vojska nevnímalo jako osvoboditele, ale jako plenitele, proti kterým je třeba zakročit. V roce 1630 došlo k úmluvě mezi císařem a papežem o tzv. solní pokladně. Církev se zavázala, že nebude uplatňovat nárok na zabrané a nevrácené církevní statky a panovník slíbil, že na její potřebu bude odváděno z každé bečky soli dovezené do Čech 15 krejcarů. Po ukončení třicetileté války začal císař Ferdinand III. Habsburský uplatňovat proti nekatolíkům ostřejší metody, čímž ještě za své vlády docílil toho, že se římskokatolická církev stala dominantní církví.
Docházelo k zabavování nekatolických knih, které byly následně zčásti uchovávány v knihovnách klášterů, částečně ničeny (zpravidla byly teatrálně spáleny). Nedocházelo však pouze k ničení a zabavování, byla vydávána řada knih katolických. Šlo o modlitební knihy pro lid, sbírky kázání a podobně. Autorem několika takových knih byl i jezuita Antonín Koniáš, vykreslovaný pozdější historiografií poněkud tendenčně a negativně. Koniáš nezabavoval jen nekatolickou literaturu, ale de facto jakoukoliv literaturu, kterou bylo možno považovat za závadnou z jakýchkoliv důvodů (např. pro nemravnost a podobně). Z jím zlikvidovaných knih tvořily knihy českojazyčné sotva polovinu.
Rovněž bylo důsledně aplikováno ustanovení tridentského koncilu, stanovující každému povinnost pravidelné vykonání zpovědi, přistoupení ke katolickým svátostem, docházka na bohoslužby, to vše se pečlivě evidovalo. Na základě této evidence se vytipovaly "podezřelé osoby", tj. ti, kteří se pravidelně nezpovídali a na ně pak bylo zaměřeno intenzivnější misijní působení.
Roku 1655 byla zřízena diecéze litoměřická a v roce 1664 diecéze královéhradecká. Navázalo se na obrodu katolického života, která měla svůj počátek již ve 2. polovině 16. století. Tajní nekatolíci se uchylovali k přetvářce, nebo odcházeli za hranice. Docházelo k postupné germanizaci českých zemí, ale nelze tvrdit, že by na tom měla zásadnější podíl katolická církev. Naopak: proti germanizaci národa se postavili v této době někteří národní buditelé, mezi nimiž vynikal jezuita Bohuslav Balbín, který se postavil na obranu českého jazyka. V letech 1667-1715 například postupně ve třech svazcích vyšel nový překlad Bible do češtiny, tzv. Bible svatováclavská. Autory překladu byli členové jezuitského řádu. Docházelo k rozvoji katolicismu, sociální oblasti, kultury a s přibývajícím počtem kněží i k postupnému zvyšování vzdělanosti.

### Čarodějnické procesy v závěru 17. století
Stinnou stránkou tohoto období se staly čarodějnické procesy, které si v českých zemích vyžádaly během 17. století kolem 100 obětí. Nutno ovšem podotknout, že tyto procesy nebyly specifikou katolických zemí, docházelo k nim v nemenší míře i v zemích protestantských. Během čarodějnických procesů na losinském panství (probíhaly v letech 1678–1696) se místní katoličtí kněží – šumperský děkan Kryštof Alois Lautner a velkolosinský farář Tomáš König – snažili procesy (které nevedla církev, ale nedostudovaný světský právník Jindřich Boblig z Edelstadtu) zastavit. Děkan Lautner byl nakonec sám upálen, faráře Königa od podobného osudu zachránila přirozená smrt.

## Vývoj církve do roku 1848

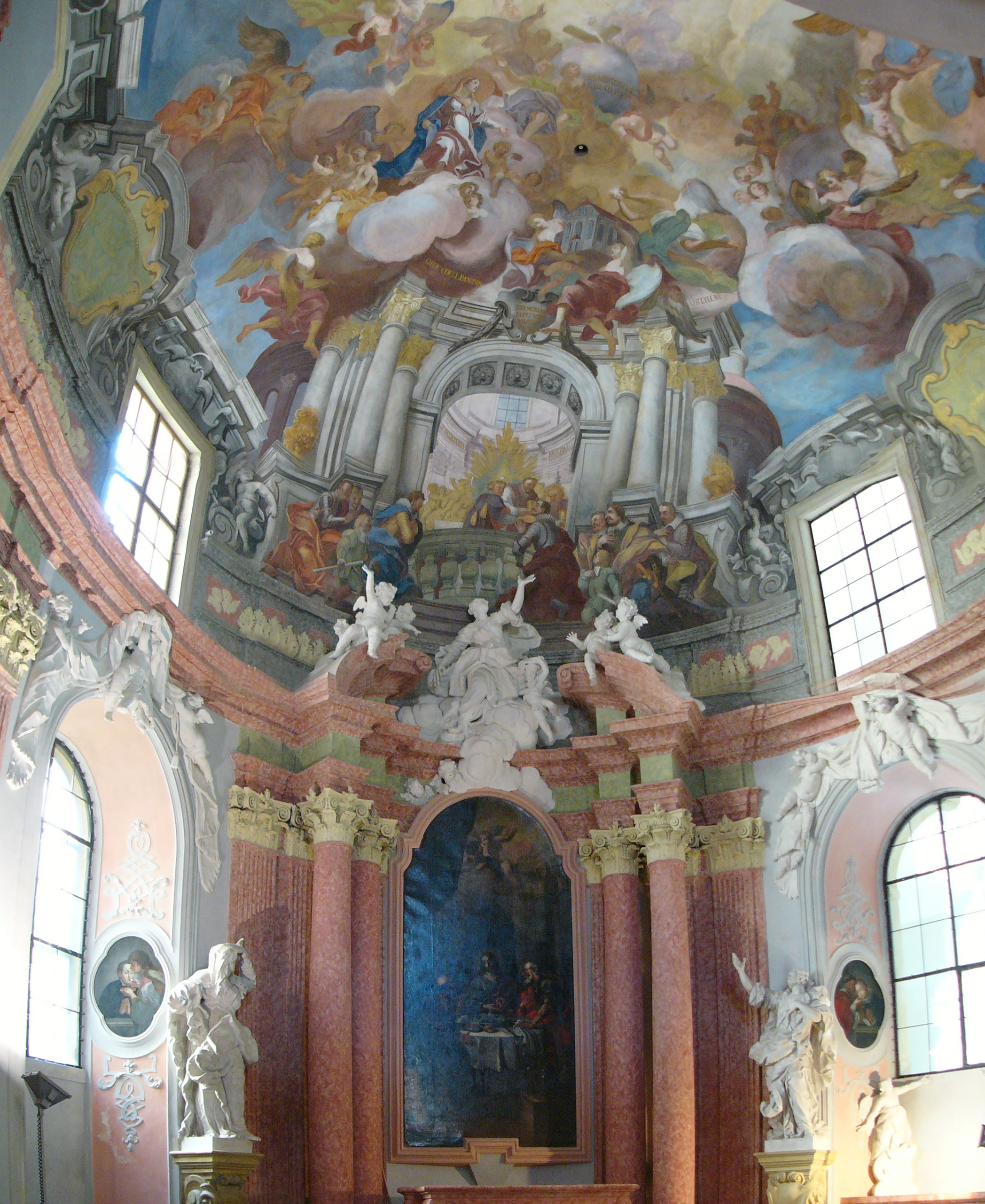
Barokní sochy a malby v kapli Božího těla v jezuitském konviktu v Olomouci

Počátkem 18. století se situace v českých zemí stabilizovala, ubylo hrubosti a násilí, protože emigrace nekatolických obyvatel některé oblasti země téměř vylidnila, zatímco sousední země měly z přílivu českých exulantů zisk. Začaly se projevovat nepříznivé důsledky vlivu cizí šlechty a zavádění německého jazyka, který začal postupně převažovat a vytlačovat češtinu. Prohluboval se náboženský život, mariánský kult, úcta ke svatým, konaly se poutě. Velký vliv na kulturu člověka mělo baroko a vše, co tento umělecko-kulturní směr přinášel. Velkým povzbuzením pro víru i národní uvědomění bylo svatořečení Jana Nepomuckého roku 1729. Po nástupu Marie Terezie na císařský trůn začalo docházet v důsledku války o rakouské dědictví k tzv. "racionalizaci," která se dotkla i církve. Byly omezeny některé její záležitosti a docházelo k zasahování do církevních věcí, což bývá nazýváno pojmem "josefinismus". I přesto si však stát podržel v tereziánské době svůj protireformační charakter. Začalo docházet ke školským reformám, které měly změnit stav, kdy v mnoha obcích neexistovala žádná škola. Proto při každé faře vznikaly triviální školy, v nichž se žáci učili číst, psát a počítat. Vyšší školství bylo v rukou jezuitů, ale jejich vliv se začal ponenáhlu omezovat. Situace na vysokých školách a gymnáziích vyvrcholila roku 1773 zrušením tohoto řádu. Tento krok nejenže výrazně snížil úroveň středního a vysokého školství v českých zemích, ale byl umocněn i tím, že vyučovací řečí na těchto školách se stala němčina. Ta byla zaváděna i do základních škol ve velkých městech, a čeština se tak udržela zejména na venkově, kde většina kněží byla českého původu a učila česky. V roce 1781 vydal císař Josef II. Toleranční patent, který umožňoval vyznávat další náboženství. V českých zemích se k evangelictví augsburského a helvetského vyznání v roce 1787 hlásilo 78 tisíc osob, což představovalo méně než 2 procenta obyvatelstva Čech a Moravy. 29. listopadu 1781 vydal Josef II. zásadní rozhodnutí, podle kterého měly být zrušeny všechny kláštery, které se nezabývají vyučováním, nepěstují vědu a nepečují o nemocné. Při jejich rušení došlo k zničení velké části vědeckého a uměleckého bohatství, vzácné knihy byly zničeny, prodány "za babku" či rozkradeny. Z klášterní budov vznikly kasárny, nemocnice či továrny. V rámci politiky "josefinismu" došlo v 2. polovině 18. století také k reorganizaci církevní správy. Již roku 1777 byla jižní část olomoucké diecéze přeměněna na biskupství brněnské a samotné olomoucké biskupství bylo povýšeno na arcibiskupství. V roce 1785 vznikla oddělením části pražského arcibiskupství diecéze českobudějovická. Byly stavěny nové kostely a v českých zemích vzniklo 550 nových farností. Zdokonalený farní systém měl sloužit nejen potřebám církve, ale i státu. Církev se dostala pod kontrolu státu a z kněžích se stali prakticky státní úředníci. Ti byli nuceni oznamovat lidu úřední nařízení a vyhlášky, vést matriky, oznamovat krajským úřadům násilí, bdít nad zdravotním stavem obyvatel obcí apod. Závislost farářů na státu zvyšovalo to, že jim stát zajistil existenční minimum, přičemž tímto platem byly nahrazeny zrušené desátky. Zásahy státu šly ještě dál a vztahovaly se i na jednotlivé církevní úkony. Též byly zakázány betlémy, mariánské pobožnosti a zejména poutě, které byly předtím okázalým a téměř jediným projevem českého kulturního života. Ve 3. čtvrtině 18. století nastal proces národního obrození, v němž hrála církev nezastupitelnou úlohu. Do čela obrozeneckého proudu se postavila řada kněží, mezi nimiž vynikal zejména Josef Dobrovský. Ještě větší význam mělo působení kněží na venkově. Tito "zapadlí vlastenci" nejenže vyučovali na školách v českém jazyce, ale rozšiřovali a půjčovali českou literaturu a časopisy, psali prózy a básně, skládali písně, zakládali knihovny, čtenářské, pěvecké a divadelní spolky a starali se o pronikání české kultury a českého jazyka mezi obecný lid. Počátkem 19. století po ukončení napoleonských válek začalo v církvi v habsburské monarchii zmírňování "josefinismu". Byly odvolány některé zákazy a přikázání, byla opět povolena činnost jezuitů. I přesto se rakouským osvícencům podařilo získat církev do služeb státu. V seminářích profesoři vychovávali kněze ne tak, aby byli prostředníky mezi Bohem a lidmi, ale mezi státní správou a věřícími. Věřící však byli "josefinismem" téměř nedotčeni.

## Situace církve do rozpadu Rakouska-Uherska

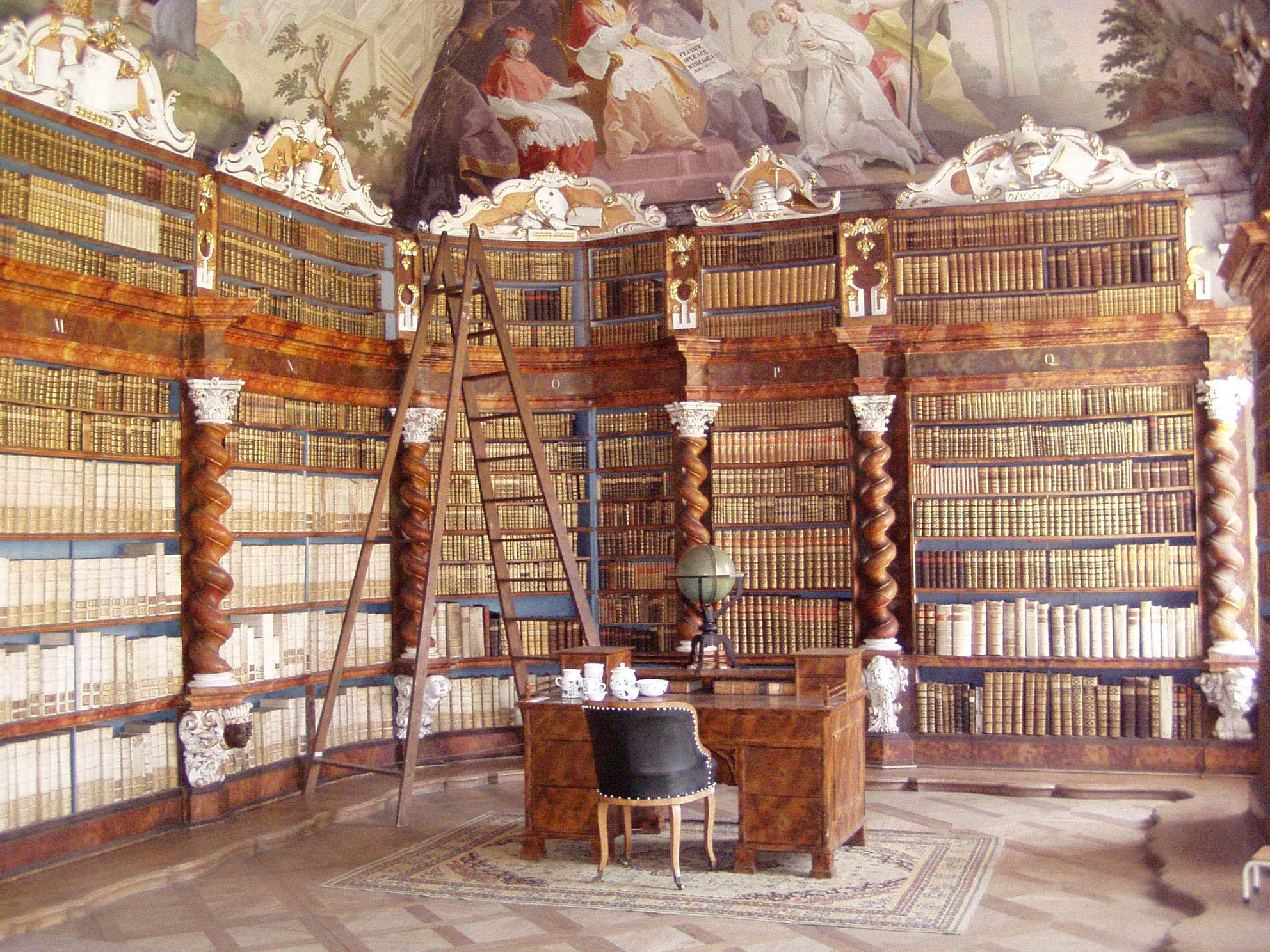
Klášterní knihovna v Nové Říši

V roce 1848 nastaly revoluční události, které výrazně změnily chod dějin. Český klér reprezentovaný pražským arcibiskupem Aloisem Schrenkem souhlasil s požadavky vyplývající se shromáždění pražského lidu ve Svatováclavských lázních a tyto požadavky podpořil. Začalo se diskutovat o změnách v církvi zejména ve vztahu ke státu i k dalším otázkám. Církev se zapojila do i Slovanského sjezdu, někteří venkovští faráři agitovali za poslání národních gard na pomoc bombardované Praze. Další kněží byli pro svoji vlasteneckou činnost zatčeni a žalářováni.
V dubnu 1850 byly vydány dva zákony, které upravily vztah mezi státem a církví. Zákon RGBl. 156/1850 umožnil biskupům komunikovat přímo s papežem (§ 1), vydávat pokyny kněžím bez předchozího souhlasu státních úřadů (§ 2), vynášet církevní tresty (§ 3), sesazovat z církevních úřadů (§ 4) a žádat přitom součinnost státních úřadů (§ 5). Zákon RGBl. 157/1850 pak upravoval vztah k církve ke školství. Podle tohoto zákona mohly vyučovat katolické náboženství a bohosloví jen osoby zmocněné biskupem (§ 1–3) a dále zákon přiznával biskupovi právo stanovovat na bohosloví učební plán, obsah zkoušek a zkoušející (§ 4–6).
18. srpna 1855 podepsal papežův zástupce u císařského dvora ve Vídni a vídeňský arcibiskup Konkordát, který upravoval vztahy mezi apoštolskou stolicí a habsburskou monarchií. Jeho nejdůležitějším výsledkem bylo, že církev byla propuštěna z "rakouské státní služby" a stala se opět součástí světové církve. Roku 1874 vyšly v platnost zákony, které upravily poměry katolické církve, ovšem znamenaly to, že se stát mohl nadále vměšovat do církevních záležitostí. I ve správě svého jmění byla církev dále závislá na státu. Biskupové se snažili z těchto břemen sice vymanit, ale nakonec neblahá symbióza "trůnu a oltáře" přetrvala do roku 1918. V období po revolučním roce 1848 došlo k dalším významným změnám v činnosti církve. Roku 1868 byla zrušena závislost školství na církvi a církev ztratila téměř všechny školy. Na stát byly postupně převáděny i další záležitosti, které byly do té doby pouze doménou církve. Zákon manželský zavedl místo kanonického práva manželské právo státní. Církev v českých zemích se stále snažila i v tomto období o národní povzbuzení. Byla založená Národní jednota sv. Cyrila a Metoděje, která navázala na tradice těchto dvou moravských věrozvěstů. V letech 1863, 1869 a 1885 se na Velehradě sešly stotisícové zástupy věřících. Vzhledem k rozvoji průmyslu a vzniku dělnictva se církev zaměřila i na tuto třídu, přičemž apelovala na řešení sociální situace ve vztahu k majitelům továren i ve vztahu ke státu, který se měl postarat o jejich sociální a zdravotní pojištění. Katoličtí konzervativci pod tlakem laických kruhů prosadili v letech 1884–1889 několik zákonů na ochranu dělnictva – jako zákaz dětské práce, zákaz noční práce žen a mladistvých, nedělní klid a sváteční klid a úrazové pojištění průmyslového dělnictva. Církev dle své tradice pokračovala v angažovanosti i ve věcech sociálních a charitativních. V Čechách, na Moravě a ve Slezsku provozovala dětské opatrovny, sirotčince, útulky, jesle, chudobince, ústavy pro duševně choré, nemocnice, ozdravovny, ústavy pro mládež mravně vadnou, koleje, penzionáty, stanice pro ošetřování chudých a nemocných v domech a charitativní spolky. V 19. století začaly do českých zemí pronikat různé náboženské proudy, které se však ukázaly jako bezvýznamné. Koncem 19. století vzniklo mezi mladými duchovnímu hnutí, zvané Katolická moderna, která přišla s reformními požadavky praktického rázu. Roku 1891 byla založena samostatná česká bohoslovecká fakulta jako součást české univerzity. Katolíci se začali angažovat také politicky. V roce 1896 byla v Čechách založena zemská organizace Křesťansko-sociální strany, na Moravě se tak stalo roku 1899. Tato strana se snažila hájit zejména zájmy dělnictva, ovšem pro ně se přitažlivější stala sociální demokracie, která byla více radikální ve svých požadavcích. Roku 1896 byla též založena Strana katolickonárodní, která směřovala ke konzervatizmu.

## Církev v Československu

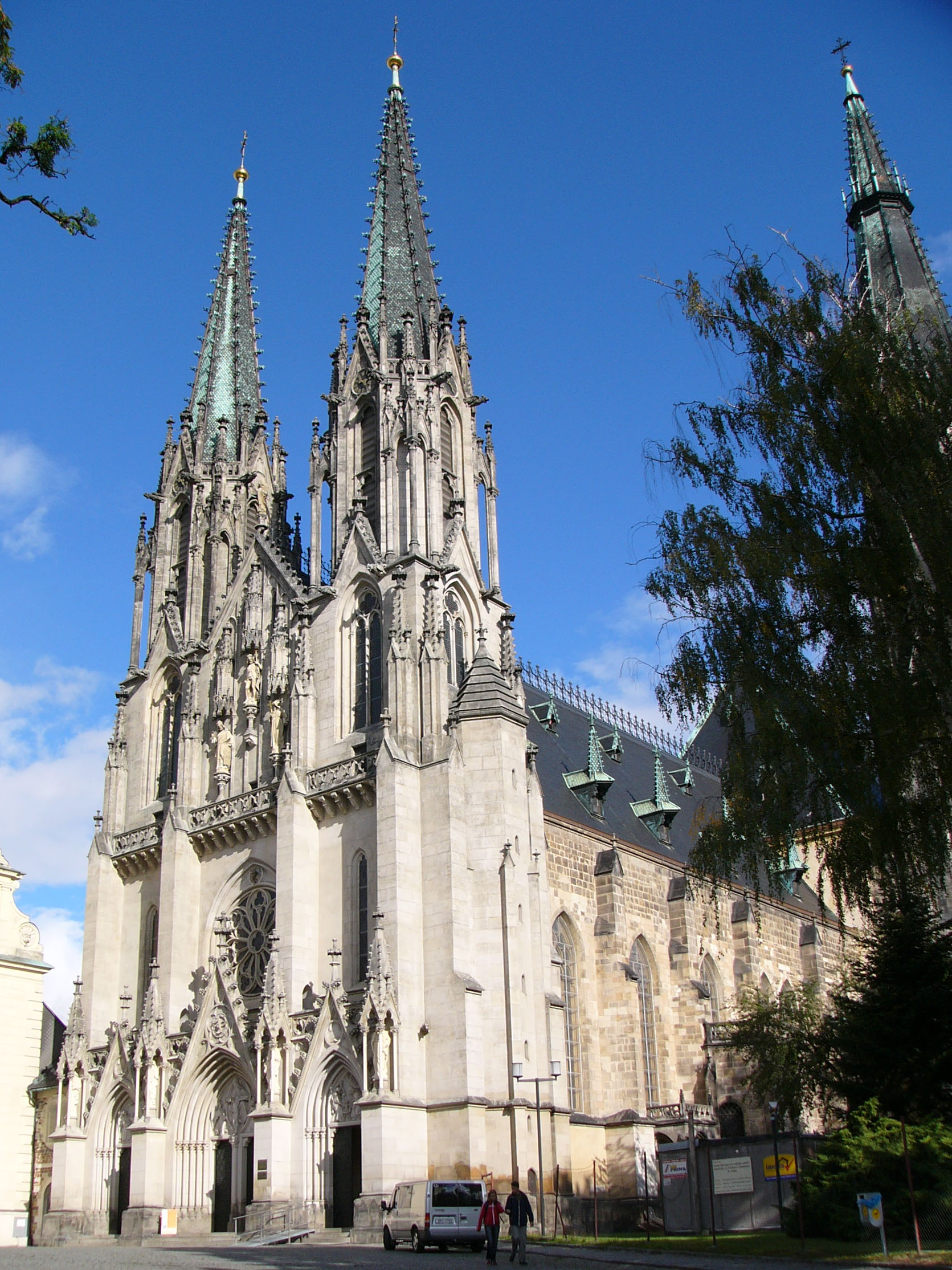
Dóm svatého Václava v Olomouci

Do samostatného státu nevstoupila katolická církev příznivě. Několik desetiletí trvající agitace mladočeských a realistických kruhů přinesla své ovoce. Servilní postoj církevní hierarchie k národnostně nespravedlivé monarchii a prorakousky zaměřená část katolického tisku budily vždy odpor české veřejnosti. Širokou odezvu nalezla hesla "Pryč od Vídně, pryč od Říma!" (vzniklé již v 19. století na základě německého "Loss von Rom") a "Řím musí být souzen a odsouzen!", což začalo vandalským zničením první barokní sochy Panny Marie Jana Jiřího Bendla a Mariánského sloupu na Staroměstském náměstí v Praze a vyvrcholilo vznikem nové odštěpenecké církve. Útoky nabyly takového rázu, že pražský arcibiskup Pavel Huyn utekl do Říma, olomoucký arcibiskup Lev Skrbenský byl rovněž bezmocný.
Vedení církve se ujala fakticky Jednota katolického duchovenstva, v jejímž čele stáli Jindřich Šimon Baar a Xaver Dvořák. Ta přišla k papeži s reformními požadavky, se kterými uspěla jen částečně. Svatý Stolec požadavky nezamítl, ale přijal k podrobnějšímu zkoumání a úvaze. Jednota se rozštěpila a asi 200 nespokojených kněží založilo Církev československou. Příznivci této nové denominace se na některých místech pokoušeli násilím pro své bohoslužby zabírat katolické kostely. Tažení proti církvi pokračovalo, přičemž určitou proticírkevní (spíše protikatolickou) politiku nepřímo podporoval i prezident Tomáš Garrigue Masaryk, který jako evangelík a náboženský myslitel prosazoval určitou rovnováhu mezi církvemi. Vše vyvrcholilo odchodem papežského nuncia z Prahy. Nicméně, odluku církve od státu se pokrokovým hnutím a politickým stranám nepodařilo prosadit, zejména kvůli velmi silnému postavení katolické církve na Slovensku. Spory se podařilo urovnat teprve roku 1927, kdy se podařilo sjednat zásadní dohodu mezi státem a církví zvanou modus vivendi, která fakticky přiznávala církvi téměř stejné postavení, jako měla před rokem 1918, avšak větší nezávislost na státu. Roku 1928 byly obnoveny styky Československa s Vatikánem a roku 1929 převzal stát i prezident Masaryk patronát nad oslavami svatováclavského milénia. V tomto období se dle sčítání hlasů 80 % obyvatel přihlásilo ke katolické církvi, 7 % k evangelíkům, 5 % k církvi československé, 5 % bylo bez vyznání, 3 % byli Židé a menší náboženské společnosti. Církevní život byl po poválečném útlumu obnoven, vznikaly různé církevní spolky (Orel, Česká katolická charita aj.), církev se dále angažovala i v dalších oblastech veřejného života, v sociální oblasti, vědě a kultuře.
Po obsazení Čech a Moravy nacistickým Německem a vzniku Protektorátu se církev angažovala pronárodně. Roku 1939 se konaly poutě na významná poutní místa, které se staly demonstracemi proti nacistické okupaci. Mnozí čeští duchovní byli v průběhu okupace perzekvováni, vězněni, odvlékáni do koncentračních táborů nebo popravováni. České a moravské kostely přišly o stovky zvonů, které jim německá branná moc zrekvírovala pro válečné účely. Ani po ukončení 2. světové války nenastala lepší situace.
Po komunistickém převratu roku 1948 se církev stala pro komunisty jedním z úhlavních nepřátel. Začalo její pronásledování, probíhala perzekuce kněží a všech významných církevních činitelů i věřících. Řada kněží byla vězněna, došlo k několika záhadným úmrtím i "běžných" duchovních ve farnostech (např. Franz Sitte, Emil Brůna), či působících v civilním zaměstnání (Přemysl Coufal). V souvislosti s tzv. Číhošťským zázrakem byl umučen číhošťský farář Josef Toufar, v soudním procesu v "případu Babice" byli odsouzeni k smrti a popraveni tři kněží ze západomoravského venkova (Jan Bula, František Pařil, Václav Drbola). Činnost mužských řeholních řádů a kongregací byla zakázána, řeholní sestry byly vystěhovány do pohraničí. Církvi byl odebrán majetek, který přešel pod stát a církevní správa včetně jejího dalšího financování se dostala pod přímý vliv státu. Činnost kněží si vyžadovala státní souhlas, tomu podléhalo i jmenování biskupů. Věřící byli přesvědčování k vystoupení z církve a komunistický režim činil takové kroky, které ve svém důsledku znamenaly sekularizaci společnosti. Lidé, kteří se účastnili bohoslužeb, a dalších aktivit v církvi, byli bedlivě sledováni StB a jejími donašeči, byli jim kladeny překážky ve studiu, při zaměstnávání, ve služebním postupu a prakticky ve všech oblastech jejich života. Byly zakázány církevní spolky a organizace včetně mládežnických, na rodiče byl činěn tlak, aby neposílali děti do vyučování náboženství. Byly zakázány velké poutě, nesměla se konat veřejná církevní shromáždění, komunistický útlak zasahoval prakticky do všech záležitostí života církve. Bylo zrušeno vydávání náboženských novin a časopisů, až na nepatrné výjimky byl zakázán tisk náboženské literatury. Dějiny ve škole byly neuvěřitelně falšovány, o kladných stránkách církevní historie se neučilo, v dějepisných učebnicích byly pouze informace o těch událostech, kde církev v minulosti prokazatelně hrála negativní roli (například výklad "doby temna" a úlohy jezuitského řádu), přestože dosud nebyly probádány všechny zahraniční archivy. Přes veškerý útlak však církev dále žila, mnohde byly zakládány ilegální či pololegální spolky, ze svobodného světa byla pašována náboženská literatura, kterou si lidé potají půjčovali.[zdroj?] Ze strany státu byl činěn nátlak na kněze, který v některých případech skončil jejich spoluprací s státní bezpečností, později se někteří duchovní angažovali veřejně v hnutí Pacem in terris, které vzniklo v 70. letech a stalo se organizací kněží kolaborujících s komunistickým režimem. Od 80. let se katolická církev, reprezentovaná kardinálem Františkem Tomáškem, dostávala do střetů s komunistickou vládou. V roce 1985 při příležitosti 1100. výročí úmrtí sv. Metoděje se konala mohutná pouť na Velehradě, která byla komunistům trnem v oku. V roce 1987 vydal kardinál Tomášek oběžník, kterým oznámil zahájení programu Desetiletí duchovní obnovy – duchovní přípravy na svatovojtěšské milénium. V tomtéž roce se uskutečnila podpisová akce věřících nazvaná jako Podněty katolíků k řešení situace věřících občanů v Československu, která požadovala obnovení demokratických a náboženských svobod a která poté i díky veřejné podpoře kardinála Tomáška získala přes půl miliónu podpisů. Během kardinálova pobytu ve Vatikánu v souvislosti s jeho účastí na svatořečení Anežky České, došlo v Československu k propuknutí Sametové revoluce. 21. listopadu 1989 vydal kardinál Tomášek prohlášení, kterým podpořil revoluci a demokratické změny v Československu.

## Církev v samostatné České republice
Po listopadu 1989 církev nabyla opět větší nezávislosti na státu, aniž by však došlo k odluce církve od státu.
Po rozdělení Československa došlo v 90. letech k určité úpravě církevních struktur. Jednak došlo k zániku Československé biskupské konference a oddělení české a slovenské části katolické církve a církev na území ČR začala reprezentovat Česká biskupská konference, jednak byly v devadesátých letech zřízeny dvě nové diecéze: plzeňská (1993) a ostravsko-opavská (1996). V těchto letech došlo též k postupnému obnovování církevních struktur a s ní spojených organizací (řádů a řeholních kongregací, církevních nemocnic, sociálních zařízení, škol a charit), byť šlo o proces pomalý a (zejména v ateistických severozápadních oblastech země) pouze částečný. Církvi sice byla vrácena ta část majetku, která slouží bohoslužebným a charitativním účelům, avšak vypořádání církevních restitucí skončí až v roce 2043.
Po prvotní euforii českého obyvatelstva počátkem 90. let, kdy byla katolická církev mnohdy vnímána jako symbol odporu proti totalitnímu režimu,[zdroj?] provázené aktivizací dosud skrytých věřících i přílivem nových, došlo k postupnému vystřízlivění. Ke katolické církvi se hlásí čím dál méně věřících (1 milion při sčítání v roce 2011, ovšem 4,7 milionů obyvatel své vyznání považovalo za osobní věc a nedeklarovali se ani jako ateisté, ani jako věřící). V období let 1991–2011 tak církev zaznamenala úbytek mnohem větší než v dobách hnutí "Pryč od Říma!" nebo v období komunismu.